# Céramique de Bizen

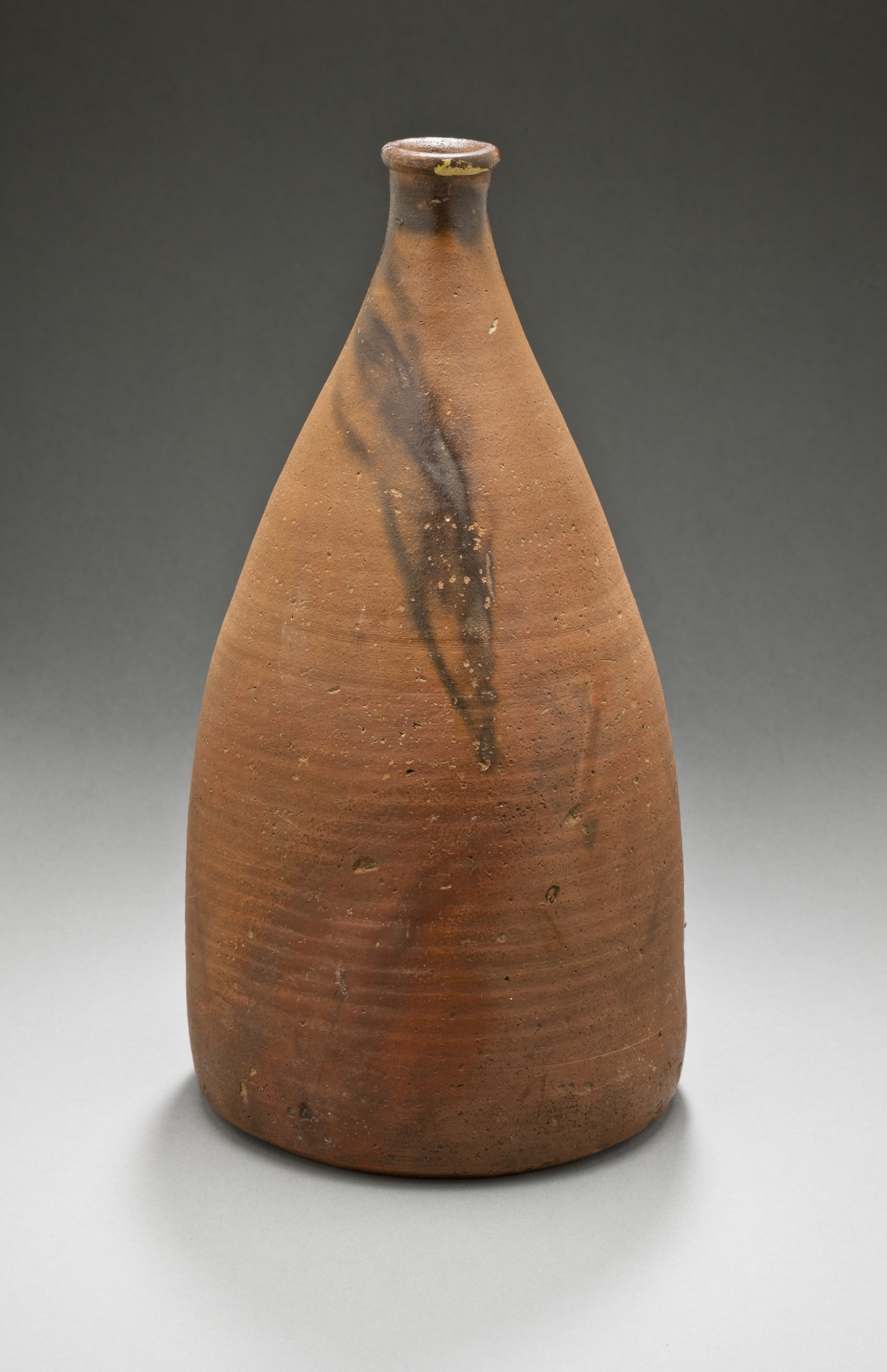
Bouteille de saké utilisant cette technique.

La céramique de Bizen (備前焼, Bizen-yaki) est un type de céramique japonaise produite à l'origine dans la province de Bizen, dans l'actuelle préfecture d'Okayama. Elle se caractérise par une résistance physique élevée, une couleur marron-rouge, l'absence de glaçure et des traces extérieures résultant de la cuisson dans des tourailles.

## Histoire
Bizen devient un des six centres de production de céramique au Japon (Rokkoyo) à l’époque Kamakura.
À l’époque Muromachi, les poteries de Bizen deviennent plus populaires notamment grâce à la qualité de leur argile et leur résistance.
Pendant l’époque Momomyama, Toyotomi Hideyoshi et le maître de la cérémonie du thé Sen no Rikyū apprécient particulièrement le style de Bizen. Un four de 50 m de long et 5 m de largeur est construit.
Sous l’époque Edo, la production s'essouffle, mais Ikeda Mitsumasa fait construire l’école Shizutani, classée comme trésor national, dont les tuiles sont en céramique de Bizen.
À l’époque Meiji, la population japonaise ne s’intéresse plus aux céramiques traditionnelles ; ne restent plus à Bizen que de petits fours de potiers.
Après 1945, Tōyō Kaneshige, nommé trésor national vivant en 1956, relance la production de qualité à Bizen.